# مسابقات دوچرخه‌سواری کریتریوم دوفینه
مسابقات دوچرخه‌سواری کریتریوم دوفینه (انگلیسی: Critérium du Dauphiné) یک مسابقات دوچرخه‌سواری در فرانسه است.
این مسابقه که در رون-آلپ برگزار می‌شود از سال ۱۹۴۷ تاکنون سالانه در هفت روز انجام می‌شود.

## برندگان بر پایه کشور
| قهرمانی | کشور                                                  |
| ------- | ----------------------------------------------------- |
| ۳۰      | فرانسه                                                |
| ۱۰      | اسپانیا                                               |
| ۶       | بریتانیا                                              |
| ۴       | ایالات متحده آمریکا                                   |
| ۳       | بلژیک · کلمبیا · سوئیس                                |
| ۱       | استرالیا · آلمان · قزاقستان · هلند · لهستان · اسلوونی |